# Горки (деревня, Камешковский район)
Горки — деревня в Камешковском районе Владимирской области России, входит в состав Второвского сельского поселения.

## География
Деревня расположена в 13 км на юго-запад от центра поселения села Второво, в 20 км на восток от Владимира и в 26 км на юго-запад от Камешково.

## История
Деревня Горки впервые упоминается в прошении о постройке церкви с селе Давыдово в 1717 году.
В конце XIX — начале XX века деревня входила в состав Давыдовской волости Владимирского уезда. В 1859 году в деревне числилось 42 дворов, в 1905 году — 56 дворов, в 1926 году — 61 хозяйств.
С 1929 года деревня входила в состав Давыдовского сельсовета Владимирского района, с 1940 года — в составе Камешковского района, с 2005 года — в составе муниципального образования Второвское.

## Население
| 1859 | 1905 | 1926 |
| ---- | ---- | ---- |
| 244  | 333  | 256  |

| 1859 | 1905 | 1926 | 2002 | 2010 | 2021 |
| ---- | ---- | ---- | ---- | ---- | ---- |
| 244  | ↗333 | ↘256 | ↘64  | ↘61  | ↗75  |